# Cal Ferro (Rubí)
Cal Ferro és una obra del municipi de Rubí (Vallès Occidental) protegida com a bé cultural d'interès local des del 2004. És una construcció situada al número 32 del carrer Sant Cugat del municipi.